# Българска войнишка гробница (Прилеп)
Българската войнишка гробница в Прилеп е създадена по време на Втората световна война.

## История
В нея са препогребани костите на 585 български войници и 632 офицери (общо 1217 души) от намиращата се на 2 km от града гара Бояджиево (разположена между Градско и Прилеп), загинали през Първата световна война. На 5 май 1942 година костите са пренесени от траурно шествие, а опелото при погребването е извършено от архиерейския наместник протойерей Николай Попов. Тържествено слово произнася кметът Методий Ночев. Гробницата се намира зад църквата „Благовещение Богородично“.
Според неофициалната информация, запазена от местни жители, в нея са пренесени костите и е бил изграден паметник на войводата от ВМОРО Никола Каранджулов.
По време на Първата световна война край Прилеп са погребани 850 български воини: при бившия лагер (станал склад за дърва), при село Дреново (в лошо състояние), в общите гробища Чела Колу и Горице. Част от тях са препогребани в Германо-българското военно гробище в Прилеп.